# Dirk Marcellis
Dirk Marcellis (født 13. april 1988 i Horst aan de Maas, Holland) er en hollandsk fodboldspiller, der spiller som midterforsvarer hos PEC Zwolle. Han har spillet for klubben siden sommeren 2015. Tidligere har han repræsenteret blandt andet AZ og PSV Eindhoven.

## Landshold
Marcellis står (pr. april 2018) noteret for tre kampe for Hollands landshold, som han debuterede for den 11. oktober 2008 i et opgør mod Island.

## Titler
Æresdivisionen
- 2007 og 2008 med PSV Eindhoven